# Кримські роми
Кримські роми, кримські цигани (також кримськотатарські роми, татарські роми або чінґєнє крим. çingeneler) — осілі цигани в Україні, які прижилися у Криму та асимілювалися в кримськотатарському народі. На сьогодні вони вважаються четвертим субетносом кримців через колективну асиміляцію серед них і їхню самоідентифікацію як кримські татари. Розмовляють кримськотатарською мовою, внесли значний внесок у становлення та збереження кримськотатарської музики. Багато відомих кримськотатарських співаків відносяться до цієї групи. За релігійною приналежністю є мусульманами.
Кримських ромів не слід плутати з нетатаризованими групами ромів іншого походження, які прибули до Криму після депортації кримських татар. Походження різних підгруп кримських ромів і час їхнього прибуття до Криму залишається предметом дискусії серед антропологів.

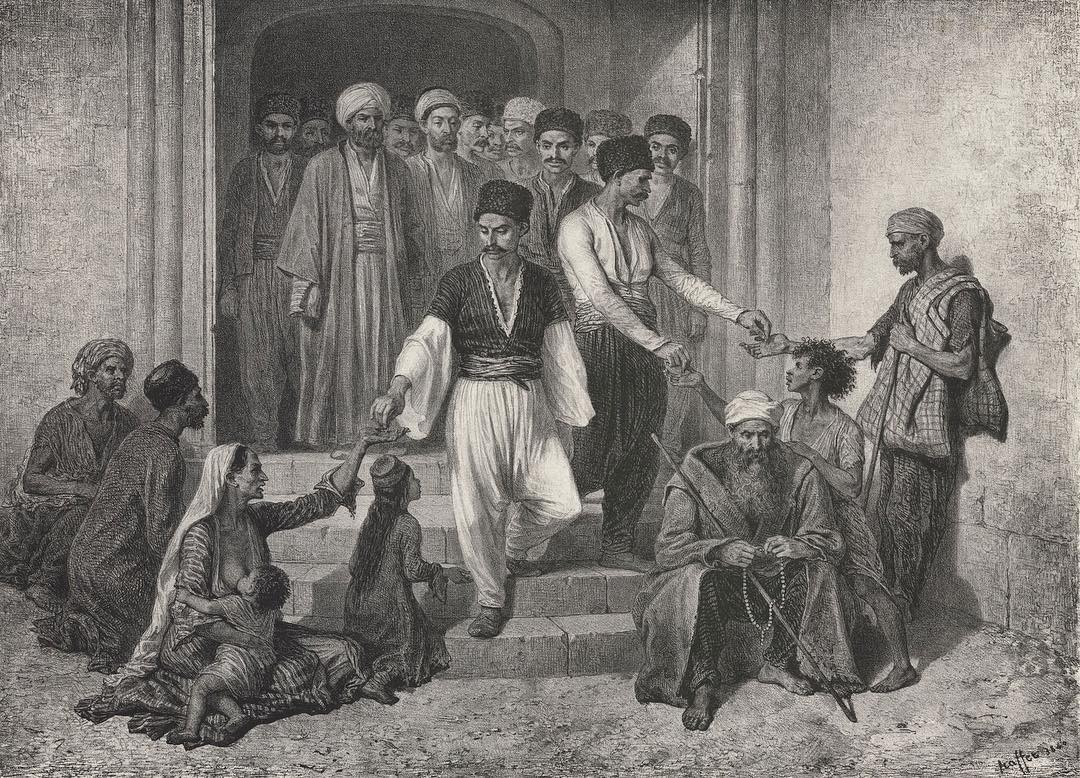
Огюст Раффе. Цигани Криму біля мечеті, 1837 рік

## Походження

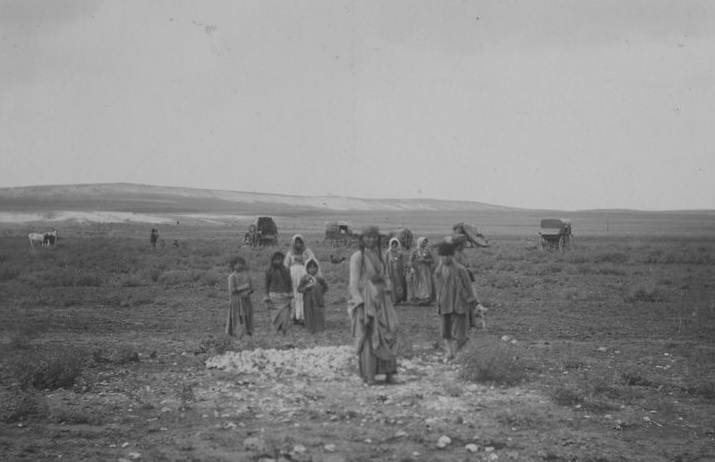
Кримські роми в Карасубазарі, 1897 рік

Джерела дають різну інформацію про те, коли саме перші роми прибули до Криму та де вони жили до приходу на півострів. Професор Вадим Торопов, що спеціалізується на історії ромів, стверджує, що перші роми прибули до Криму або в XIV, або в XV столітті с території Візантії, тоді як кримськотатарський письменник Н. Сейдаметов стверджував, що вони були туркменами, які прийшли до Криму разом із Золотою Ордою, а Павло Нікольський писав, що вони прийшли окремими хвилями, спочатку в XIII столітті разом із Золотою Ордою, а потім роми переселилися до Криму з Балкан. Більшість сучасних дослідників та істориків визнають теорію змішаного походження кримських ромів, з консенсусом у тому, що різні групи кримських ромів прибули до Криму з різних місць у різний час.
У Кримському ханстві ромів, як й представників інших народів, не цькували; влада не переслідувала їх і не ставилася до них зневажливо. У Криму вони вели осілий та напівосілий спосіб життя, займалися продуктивною працею і музикою. У XVIII столітті іслам став традиційною релігією кримських ромів. Дослідник ромів Микола Штібер у своєму есе про ромів у Криму писав :
Історично більшість музикантів у Криму були кримськими циганами, частково через стигматизацію музикантів у той час.

## Історія
Сформувалися в Кримському ханстві в XIII — XVII століттях. На територію Криму цигани прибули з Румунії, де зазнавали переслідувань, шлях їх міграції йшов по північному Причорномор'ї. У Кримському ханстві ж чінґене, як і представники інших народів, ніколи не відчували утисків: влада їх не переслідували, до них ніколи не ставилися з презирством. У XVIII столітті іслам став традиційною релігією кримських циган. Розмовляють на власному діалекті циганської мови з лексичними запозиченнями кримськотатарської, української, російської мов, за віросповіданням — мусульмани.

### Голокост
Згідно з нацистським законодавством, роми мали такий же статус, як і євреї, і підлягали знищенню через свою етнічну приналежність. У Криму нацисти намагалися знищити саме кримських ромів. Більшість масових вбивств кримських ромів відбулася з 1941 по 1942 рік. Одне з найбільших масових вбивств кримських ромів відбулася в грудні 1941 року в рамках розправи над кримчаками.
Очевидець масового вбивства нацистами кримських ромів у Південному Криму розповідав, що бачив таке:
Багато вбивств кримських ромів було вчинено айнзатцгрупою D, яка повідомила про вбивство 824 кримських ромів між 16 листопада та 15 грудня 1941 року. На початку січня 1942 року Отто Олендорф доповів Берліну, що всі цигани в Сімферополі були вбиті, однак підрозділ продовжував вбивати ромів в Криму ще багато тижнів, іноді позначаючи їх евфемізмом «асоціальні». 60 ромів із села Абакли Тама були убиті газом у березні 1942 року, а пізніше 45 кримських ромів із села Борлак Тама. У квітні 1942 року звіт айнзатцгрупи D писав, що, за рідкісним винятком, у Північному Криму вже не залишилося кримських ромів.
Втручання кримських татар врятувало життя багатьох кримських ромів під час нацистської окупації. Існують різні оцінки частки кримських ромів, що пережили Голокост. За деякими даними, цей показник становить близько 30 %. Проте існує значна розбіжність у підрахунках, оскільки кримські роми часто ідентифікували себе як кримських татар. Багато кримських ромів у своїх паспортах були записані як татари. За офіційними даними, у 1939 році в Криму проживало 2064 кримських ромів. Однак історики Алекс Кей, Джефф Резерфорд і Девід Стахель підрахували, що до війни загальна кількість кримських ромів у Криму становила від 3500 до 4000 осіб. Одним із головних факторів, який зумовив зменшення переслідування кримських ромів нацистами у 1942—1943 роках, була заява деяких кримських татар про те, що кримські роми не були ромами. Вони стверджували, що кримські роми належали до тюркського племені туркменського походження або були етнічно споріднені з іранськими племенами. Багато кримських ромів вижили, видаючи себе за неромських кримських татар. У післявоєнних свідченнях родичів кримських ромів, які пережили масові вбивства, зазначається, що староста Криворучко повідомляв про їхні родини нацистам, назиючи їх «татарськими циганами», незважаючи на те, що вони ідентифікували себе як кримських татар. На меморіалі вбитих у Сімферополі в грудні 1941 року згадуються лише євреї та кримчаки, але не згадуються кримські роми, що загинули в тій самій різанині.

## Розселення
Кримські роми мешкали в Криму та на Кубані, які входили до складу Кримського ханства. Сьогодні нащадки перших циганів, що оселилися на Кубані, вважають за краще називати себе кубанськими. Кримські цигани, які і всі інші ромські групи, діляться на підгрупи наприклад: чорноморські, кубанські. Але при цьому вони зберігають кримський діалект циганської мови, сповідують іслам. У часи нацистської окупації Криму кримські цигани врятувалися від винищення завдяки належності до Ісламу та заступництву мусульманських комітетів. Частині допомогло те, що в паспортах вони були записані як кримські татари. Але це стало причиною їх депортації з Криму разом з кримськими татарами.
У Криму існували ж цілі райони та місцевості, де проживали кримські роми. Та навіть зараз на півострові продовжує мешкати велика кількість цих підгруп. Раніше із приходом чінґене до Криму їх зазвичай поселяли на околицях великих міст, як от: Карасубазар (Білогірськ), Акмесджит (Сімферополь), Бахчисарай, Ермен Базар (Армянськ), Кезлев (Євпаторія), Кафа (Феодосія) та Ескі-Кирим (Старий Крим). Пізніше, саме у цих місцевостях кримські роми утворили свої окремі квартали, що отримали назву — «Чингені маалесі».
Окрім Автономної Республіки Крим частина кримських ромів проживають у Херсонській та Запорізьких областях.

## Культура
Важливим фактом у спільній історії чінґене та кримських татар є музика. На цьому етапі історії саме кримські роми відіграли велику роль у збереженні кримськотатарської музичної спадщини, а отже допомогли не втратити автентику музики кримських татар.
Саме кримськотатарські цигани, себто чінґене зайняли це місце — грали кримськотатарську музику у кнайпах, кав'ярнях, під час великих святкувань. На весіллях чи інших важливих застіллях. Вони популяризували її та таким чином зберегли і передали наступному поколінню кримських татар.

## Релігія
Кримські роми сповідують Іслам, на відмінну від українських ромів, що є християнами.

## Традиційні ремесла
Традиційний рід занять — дрібна торгівля, виконання музики, різного роду кустарні ремесла, ювелірне мистецтво, ковальство, ворожіння.

## Демографія
За даними перепису населення Криму 2014 року на півострові проживало 2388 ромів.